# Lew Gutman
Lew Gutman (ur. 26 września 1945 w Rydze) – łotewski szachista, trener i autor książek szachowych, od 1980 reprezentant Izraela, a następnie (od 1990) – Niemiec, arcymistrz od 1986 roku.

## Kariera szachowa
Do czasu emigracji występował w turniejach organizowanych wyłącznie w Związku Radzieckim. Największymi jego sukcesami w tym okresie były zwycięstwa w mistrzostwach ŁSRR (Ryga, 1972) oraz w mistrzostwach krajów bałtyckich (Haapsalu, 1978).
W 1984 r. zdobył brązowy medal indywidualnych mistrzostw Izraela. W 1982 i 1984 r. dwukrotnie wystąpił w reprezentacji tego kraju na szachowych olimpiadach. W 1985 r. podzielił I m. (wspólnie z Eliahu Shvidlerem, Jehuda Gruenfeldem i Ralfem Lauem) w rozegranym w Beer Szewie turnieju strefowym i zdobył awans do turnieju międzystrefowego w Biel/Bienne, w którym zajął XV miejsce. Kilkakrotnie uczestniczył w finałach indywidualnych mistrzostw Niemiec, dwukrotnie (Bad Wildbad 1993 i Altenkirchen (Westerwald) 1999) dzieląc III miejsca.
Wielokrotnie startował w turniejach międzynarodowych, sukcesy odnosząc w latach:
- 1984 – Sindelfingen (I m.), Grindavík (I m.),
- 1986 – Wuppertal (I m.), Lugano (1986, dz. I m. wspólnie z Wikrotem Korcznojem i Nigelem Shortem),
- 1987 – Biel (turniej open, I m.),
- 1988 – Paryż (I m.), St. Ingbert (dz. I m. wspólnie z Vladimirem Bukalem),
- 1989 – Münster (I m.),
- 1991 – Giessen (dz. I m. wspólnie z m.in. Ivanem Farago),
- 1996 – Böblingen (dz. I m. wspólnie z Karenem Movsziszianem, Klausem Bischoffem, Giorgim Bagaturowem i Rustemem Dautowem),
- 1999 – Lippstadt (I m.), Kassel (I m.), Drezno (dz. I m. wspólnie z Siergiejem Zagrebelnym), Wiesbaden (dz. I m. wspólnie z m.in. Wiaczesławem Ikonnikowem i Siergiejem Gałduncem),
- 2000 – Kassel (I m.), Drezno (dz. I m. wspólnie z Ralfem Lauem), Bad Zwesten (dz. I m. wspólnie z m.in. Christopherem Lutzem, Igorem Glekiem, Władimirem Czuczełowem, Erikiem Lobronem i Leonidem Kritzem),
- 2001 – Kassel (I m.),
- 2003 – Kilonia (I m.), Bad Zwesten (dz. I m. wspólnie z Klausem Bischoffem),
- 2005 – Paderborn (I m.),
- 2006 – Lippstadt (I m.)
- 2007 – Mühlhausen (I m.), Gotha (I m.), Dortmund (dz. I m. wspólnie z m.in. Tigranem Nalbandjanem i Michaiłem Zajcewem), Apolda (dz. I m. wspólnie z m.in. Leonidem Kritzem), Baunatal (dz. I m. wspólnie z Gerhardem Scheblerem i Ilją Schneiderem(inne języki)), Paderborn (dz. I m. wspólnie z m.in. Henrikiem Teske i Gerhardem Scheblerem),
- 2008 – Nordhausen (I m.), Friedrichroda (I m.), Leutersdorf (dz. I m. wspólnie z Ilmarsem Starostitsem), Crailsheim (dz. I m. wspólnie z Stephanem Beckingiem(inne języki)).

Oprócz tego, czterokrotnie (w latach 1999, 2000, 2001 i 2003) zwyciężał w mistrzostwach Dolnej Saksonii.
Najwyższy ranking w karierze osiągnął 1 października 2000 r., z wynikiem 2547 punktów zajmował wówczas 12. miejsce wśród niemieckich szachistów.
Jest autorem kilku książek poświęconych teorii debiutów.

## Wybrane publikacje
- Gewinnen mit Schottisch, 1992
- 4.d4 im Vierspringerspiel, 1993
- 4...Dh4 in der Schottischen Partie, 1999
- Budapest Fajarowicz, 2004, ISBN 0-7134-8708-9
- Gewinnen mit dem Fajarowicz/Richter-Gambit, 2005